# USS Trepang (SSN-674)
USS Trepang (SSN-674) – amerykański myśliwski okręt podwodny z napędem atomowym typu Sturgeon. Wyposażony był w pociski przeciwokrętowe Harpoon oraz rakietowe pociski przeciwpodwodne SUBROC z głowicą jądrową W55 o mocy 5 kT, a także w 23 torpedy Mk. 48 ADCAP i minotorpedy Mk. 60 Captor. "Trepang" zwodowano 27 września 1969 roku w stoczni Electric Boat. Okręt został przyjęty do służby operacyjnej w marynarce wojennej Stanów Zjednoczonych 14 sierpnia 1970 roku, którą pełnił do 4 stycznia 1999 roku.